# Жуан Карлуш де Браганса, 2-й герцог Лафойнш
Жуан Карлуш де Браганса, 2-й герцог Лафойнш (порт. João Carlos de Bragança, 2nd Duke of Lafões; 6 марта 1719, Лиссабон — 10 ноября 1806, Лиссабон) — португальский военный деятель, маршал Португалии, реформатор армии, основатель Лиссабонской академии наук.

## Биография
Родился 6 марта 1719 года в Лиссабоне. Второй сын инфанта Мигеля де Брагансы (1699—1724) и Луизы Антонии Казимиры де Соуза Нассау-э-Линь (1694—1729). Его отец был внебрачным сыном короля Португалии Педру II из династии Браганса. Младший брат и преемник 1-го герцога Лафойнша, того же происхождения, чей титул в дальнейшем унаследовал.
Во времена реформ маркиза Помбала возглавлял аристократическую оппозицию реформам, проживал в Лондоне и Вене в своего рода почётном изгнании, хотя и сохранял положение и состояние. Интересовался науками и искусством, покровительствовал Моцарту и Глюку, причём последний в 1770 году посвятил ему одну из своих опер; в Лондоне был принят в Королевское общество (аналог Академии наук). В годы Семилетней войны участвовал в боевых действиях в составе австрийской армии. В 1760-е годы, после окончания войны, много путешествовал, посетил Пруссию, Польшу, Грецию, Ближний Восток. После падения правительства Помбала в 1778 году вернулся в Португалию.
Уже в следующем, 1779 году, основал Лиссабонскую академию наук, заседания которой первоначально проходили в его дворце в Лиссабоне. С 1780 года являлся членом Военного совета, а с 1796 года — Государственного совета. С 1789 года был кавалером ордена Христа.
В 1801 году, в условиях угрозы войны с Испании, 80-летний герцог Лафойнш был назначен военным министром и главнокомандующим армией. Лафойншу удалось предпринять ряд мер, направленных на реформирование португальской армии, в то время малобоеспособной и отсталой, однако они явно запоздали и были недостаточны. К тому же, на посту главнокомандующего Лафойнш вступил в конфликт с приглашённым из Германии и произведённым в маршалы Португалии «военспецом» генералом Гольцем и рядом других генералов.
В мае 1801 года герцог Лафойнш отправился из Лиссабона в Алентежу, чтобы лично принять командование войсками в ходе начавшейся Португало-испанской войны, поздней получившей название Апельсиновой. Находясь в Абрантесе, он узнал, что снят со всех должностей.
Герцог де Лафойнш скончался в 1806 году в Лиссабоне в возрасте 87 лет.

## Семья

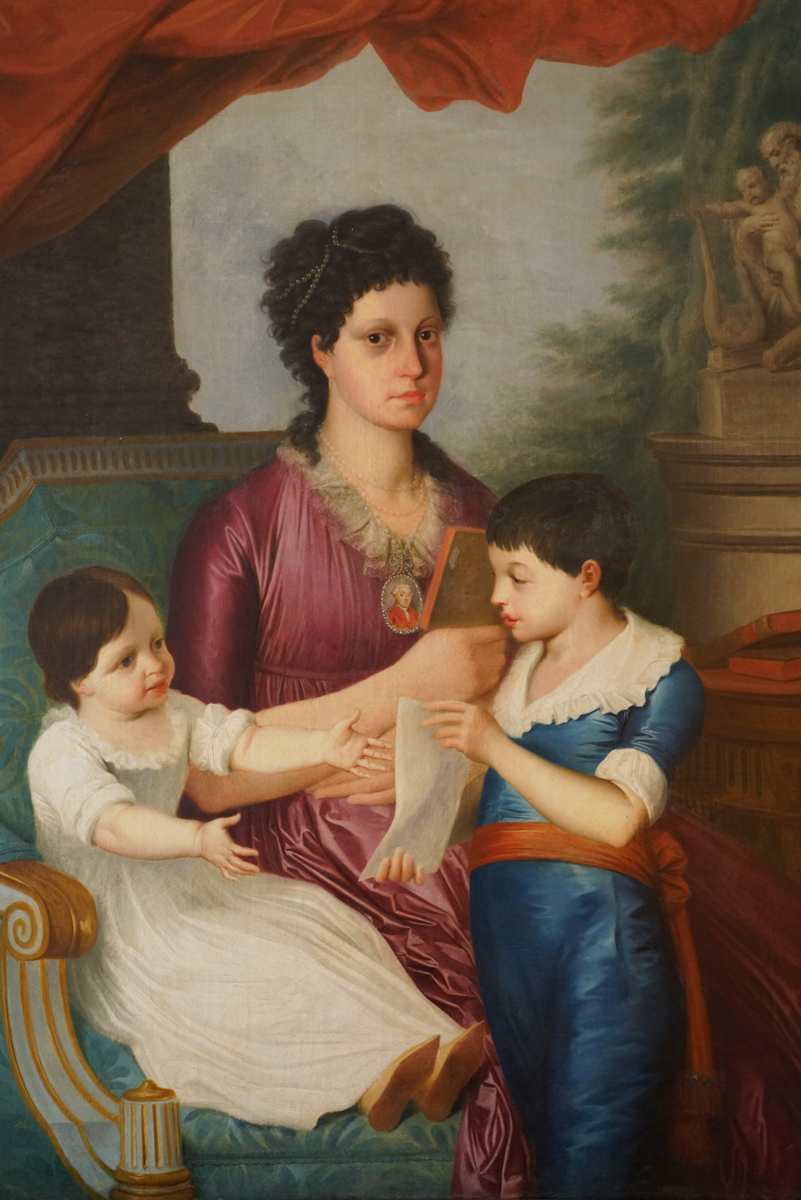
Энрикетта Жулия Лорена и Менезеш, герцогиня де Лайфонш, с сыном Жозу и дочерью Аной Марией

Герцог Лафойнс женился в Лиссабоне 29 января 1788 года на 16-летней Энрикете Жулии Лорене и Менезеш (1772—1810), дочери маркизов Мариальвы. У супругов было четверо детей:
- Жозе Жуан Мигель де Браганса (20 июня 1795 — 15 ноября 1801)
- Карлота де Браганса (род. и ум. 1792).
- Ана Мария де Браганса (1797—1851), 3-я герцогиня де Лафойнш (1806—1851). Она вышла замуж за Сегисмундо Каэтано Альвареша Перейра де Мелу (1800—1867), брата герцога Кадаваля.
- Мария Домингас Франсиска де Браганса (1801—1855), в 1820 году она вышла замуж за Нуно Каэтано Альвареша Перейра де Мелу, 6-го герцога Кадаваля (1799—1837).